# Station Oostham
Station Oostham is een voormalig spoorwegstation langs de Belgische spoorlijn 17 (Diest - Beringen-Mijn) in Oostham, een deelgemeente van de gemeente Ham.
0,0: Diest ·
1,6: Schaffen ·
6,5: Deurne ·
9,7: Tessenderlo ·
13,0: Kwaadmechelen ·
16,0: Oostham ·
20,0: Heppen ·
21,3: Beringen-Mijn